# Urosaurus gadovi
Urosaurus gadovi là một loài thằn lằn trong họ Phrynosomatidae. Loài này được Schmidt mô tả khoa học đầu tiên năm 1921.